# Iosif Lita
Iosif Lita (n. 1859, Lodroman, jud. Alba  - d. 7 mai 1923, Valea-Lungă, jud. Alba) a fost un delegat în Marea Adunare Națională de la Alba Iulia, organismul legislativ reprezentativ al „tuturor românilor din Transilvania, Banat și Țara Ungurească”, cel care a adoptat hotărârea privind Unirea Transilvaniei cu România, la 1 decembrie 1918.

## Biografie
Iosif Lita s-a născut în comuna Lodroman, jud. Târnava-Mică (astăzi jud. Alba) din vrednicii părinți țărani Iosif și Maria. O parte din clasele primare le-a făcut la școala evanghelică din Mediaș, apoi la Blaj, unde a terminat întreg liceul cu opt clase, bacalaureatul și teologia. După terminarea teologiei a funcționat cate un an pe postul de învățător confesional la Reghin și Ghimeș. S-a căsătorit cu Raveca Ilieșu, primind darul preoției, și profesând în parohiile Țapu, Bălcaciu-Jidveiu, Iclod și Valea-Lungă. Apreciat pentru zelul și devotamentul față de biserică, Iosif Lita a fost numit protopop al Biiei. S-a stins din viață la data de 7 mai 1923 în postul de paroh din Valea-Lungă, jud. Târnava-Mică și în cel de protopop al Biiei.

## Activitatea politică
Pe lângă îndatoririle preoțești și protopopești, apreciat de Superioritatea bisericească, a dezvoltat o activitate rodnică pe terenul politic și național românesc. Întreținând legături strânse cu regretatul Ioan Bianu, fost președinte al Academiei Române, era la curent cu toate mișcările și pornirile din Vechiul Regat. I se trimiteau cărți românești, literare, istorice, geografice, pe care le împărțea intelectualilor din protopopiat și mai ales corpului învățătoresc, mai mereu presat de autoritățile maghiare, să-și schimbe ținuta românească. Anul mare al Unirii tuturor românilor, l-a aflat pe postul de veghe în Valea-Lungă, unde alăturea de Dr. Ion Bianu și alți români vrednici, s-a pus în fruntea mișcării românești și în calitate de președinte al Consiliului Național local a contribuit mult la așezarea cârmuirii românești din acele ținuturi.

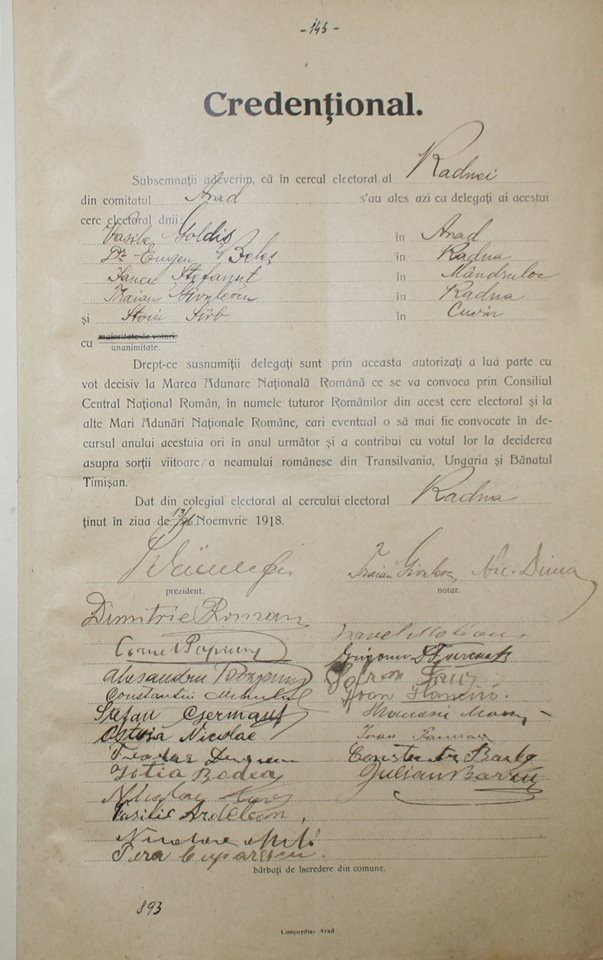
Credențional